# 北大嶼郊野公園
北大嶼郊野公園（英語：Lantau North Country Park）是位於香港大嶼山北部的一個郊野公園，於1978年8月18日劃定，佔地達2,200公頃。 北大嶼郊野公園北至沙螺灣南部，南接南大嶼郊野公園，東抵梅窩，西及牙鷹角，範圍包括大東山北部、二東山北部、蓮花山、彌勒山和昂坪以北等地。
大東山特別地區位於北大嶼郊野公園之內。